# Tufertschwil
Tufertschwil ist eine Siedlung in der Gemeinde Lütisburg im Kanton St. Gallen in der Ostschweiz. Sie liegt östlich der Ortschaft Lütisburg über einer markanten Molassewand auf 685 Meter über Meer. Bekannt geworden ist der Weiler durch das Open Air Tufertschwil.

## Geschichte
Der Siedlung wird im Jahre 928 als Turolveswilare erstmals urkundlich erwähnt.

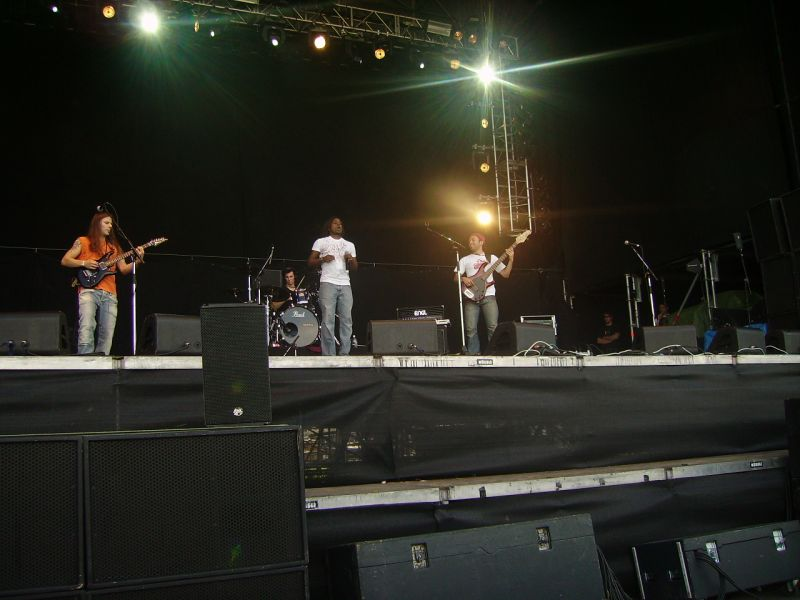
Prakesh am Open Air 2006

### Open Air Tufertschwil
Von 1995 bis 2005 fand in Tufertschwil jährlich das Open Air Tufertschwil mit durchschnittlich 30'000 Besuchern statt. Stars wie Status Quo, Boney M oder Die Toten Hosen waren zu Gast.
2004 hatte das Festival einen Besucherrekord von insgesamt 40'000 Besuchern während den drei Tagen. Nachdem es am Open Air 2005 drei Tage lang geregnet hatte, wurde es 2006 nach Jonschwil verlegt. Aus dem Open Air Tufertschwil ging das SummerDays Festival in Arbon hervor.

## Sehenswürdigkeiten

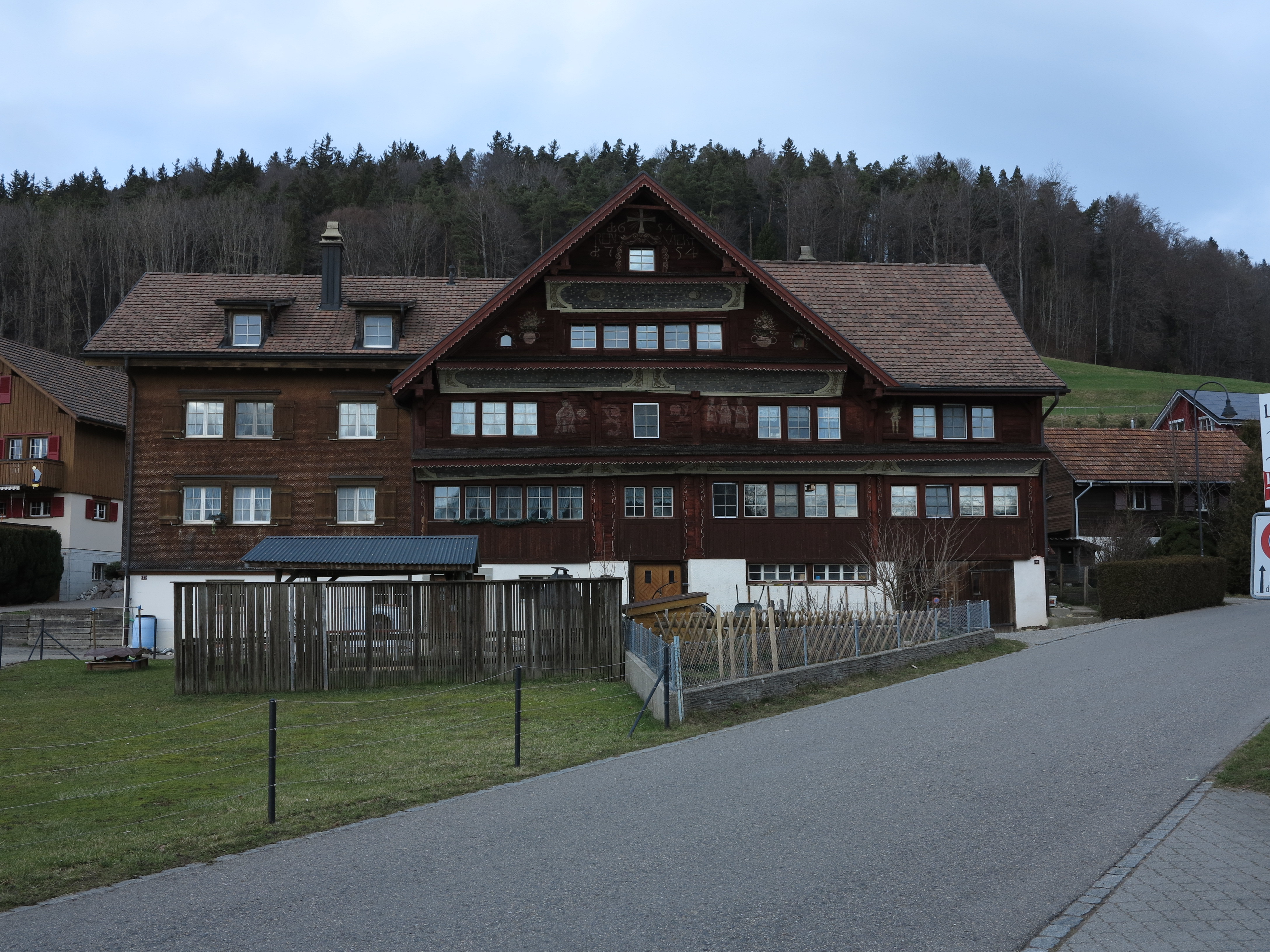
Das alte Bezirksgebäude

Im Weiler Tufertschwil steht das alte Bezirksgebäude aus dem 16. Jahrhundert, versehen mit wertvollen Malereien.
Tufertschwil ist Ausgangspunkt des sogenannten Windrädliwegs. Rund dreissig Windrädli säumen den Themenwanderweg. Kommt Wind auf, drehen sich die handgemachten Windräder, von denen jedes einen Beruf darstellt.

### Kapelle St. Bartholomäus

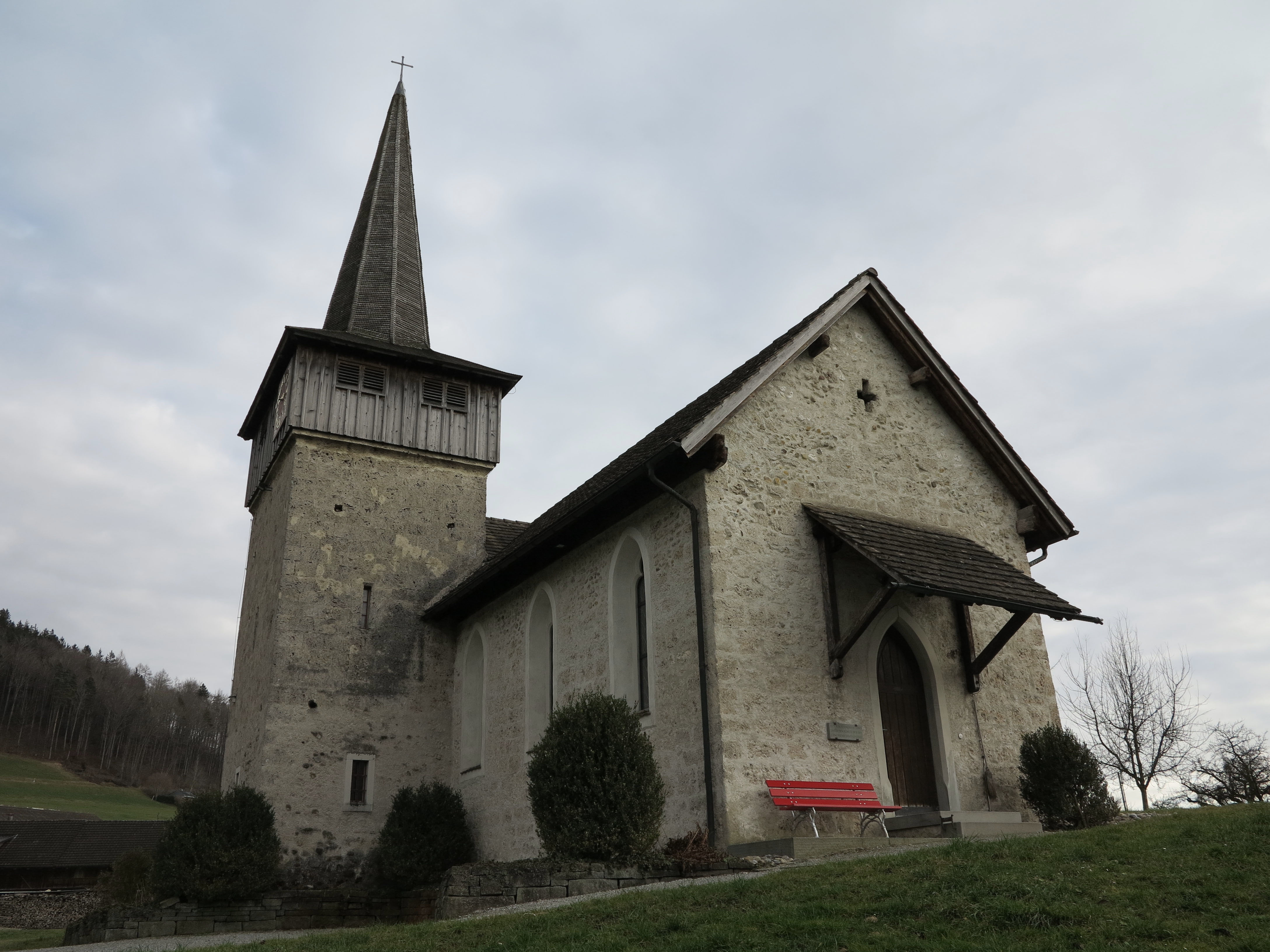
Kapelle St. Bartholomäus

Luftbild aus 1800 m Höhe von Walter Mittelholzer von 1923

Die Bartholomäus-Kapelle wird anlässlich des Bildersturms 1529/1530 erstmals urkundlich erwähnt. Im Jahr 1886 entdeckte man gotische Fresken, die ins späte 14. Jahrhundert datiert wurden. Diese wurden jedoch bei der Renovation durch den Architekten August Hardegger zerstört, der die Kapelle zwischen 1891 und 1892 renovierte und sie nach seinen neugotischen Grundsätzen umbaute.
Anlässlich der Restaurierung 1975 renovierte man die Hardeggersche Neugotik im Innenraum, da eine Zurückwandlung in die ursprüngliche Form mit Fresken undurchführbar erschien. Der Aussenverputz wurde im 19. Jahrhundert als Besenwurf ausgeführt. Diesen ersetzte man 1975 durch einen leicht gewählten Weisskalkputz. Die zugemauerten Fenster wurden wieder sichtbar gemacht. Dies geschah durch Anlegen von Nischen oder Nadelfugen. Der Turmhelm stammt noch aus dem Jahr 1675 und wurde anlässlich der Renovation 1975 mit Lärchenschindeln neu eingedeckt. Das Vorzeichen wurde 1975 entfernt.
Es sind neugotische Glasfenster eingebaut. Diese sind als in bunter Polychromie gehaltene Schablonenmalerei ausgeführt.
Im neugotischen Altar von 1891 wurden die Figuren aus dem 17. Jahrhundert, die die Anbetung der heiligen drei Könige darstellen, integriert. Daneben gibt es noch die beiden Figuren des St. Bartholomäus und St. Matthäus, welche auch aus dem 17. Jahrhundert stammen. Diese beiden sind auf Konsolen vor den Chorbogen platziert. Anlässlich der Renovation 1975 wurde der Altar nicht neugefasst, sondern wie die beiden Statuen nur gereinigt und wo nötig ergänzt.